# Limnocentropodidae
Limnocentropodidae zijn een familie van schietmotten.